# Гай-Черненцинський
Гай-Черненцинський (пол. Gaj Czernięciński) — село в Польщі, у гміні Туробин Білгорайського повіту Люблінського воєводства.
Населення — 92 особи (2011).
У 1975-1998 роках село належало до Замойського воєводства.

## Демографія
Демографічна структура станом на 31 березня 2011 року:
|          | Загалом | Допрацездатний вік | Працездатний вік | Постпрацездатний вік |
| -------- | ------- | ------------------ | ---------------- | -------------------- |
| Чоловіки | 42      | 7                  | 29               | 6                    |
| Жінки    | 50      | 8                  | 24               | 18                   |
| Разом    | 92      | 15                 | 53               | 24                   |